# Syndicat de l'industrie informatique
Le Syndicat de l’industrie informatique (SII-RP) est un syndicat français faisant partie intégrante de la Confédération Nationale des Travailleurs - Solidarité Ouvrière (CNT-Solidarité Ouvrière ou CNT-SO). Ce syndicat regroupe principalement les salariés de la région parisienne du secteur de l'informatique et des centres d'appels. Il a pour buts l'amélioration immédiate des conditions de travail et une transformation sociale. Il a été créé en 1998 au sein de la CNT-F avant de rejoindre la CNT-Solidarité Ouvrière en avril 2013.
Il anime l'émission de radio Les débogueurs du système sur Radio libertaire tous les premiers lundi du mois de 19h30 à 21h.